# Rujišta (Bośnia i Hercegowina)
Rujišta (cyr. Рујишта) – wieś w Bośni i Hercegowinie, w Republice Serbskiej, w gminie Višegrad. W 2013 roku liczyła 4 mieszkańców.